# Dorfkirche Moisburg

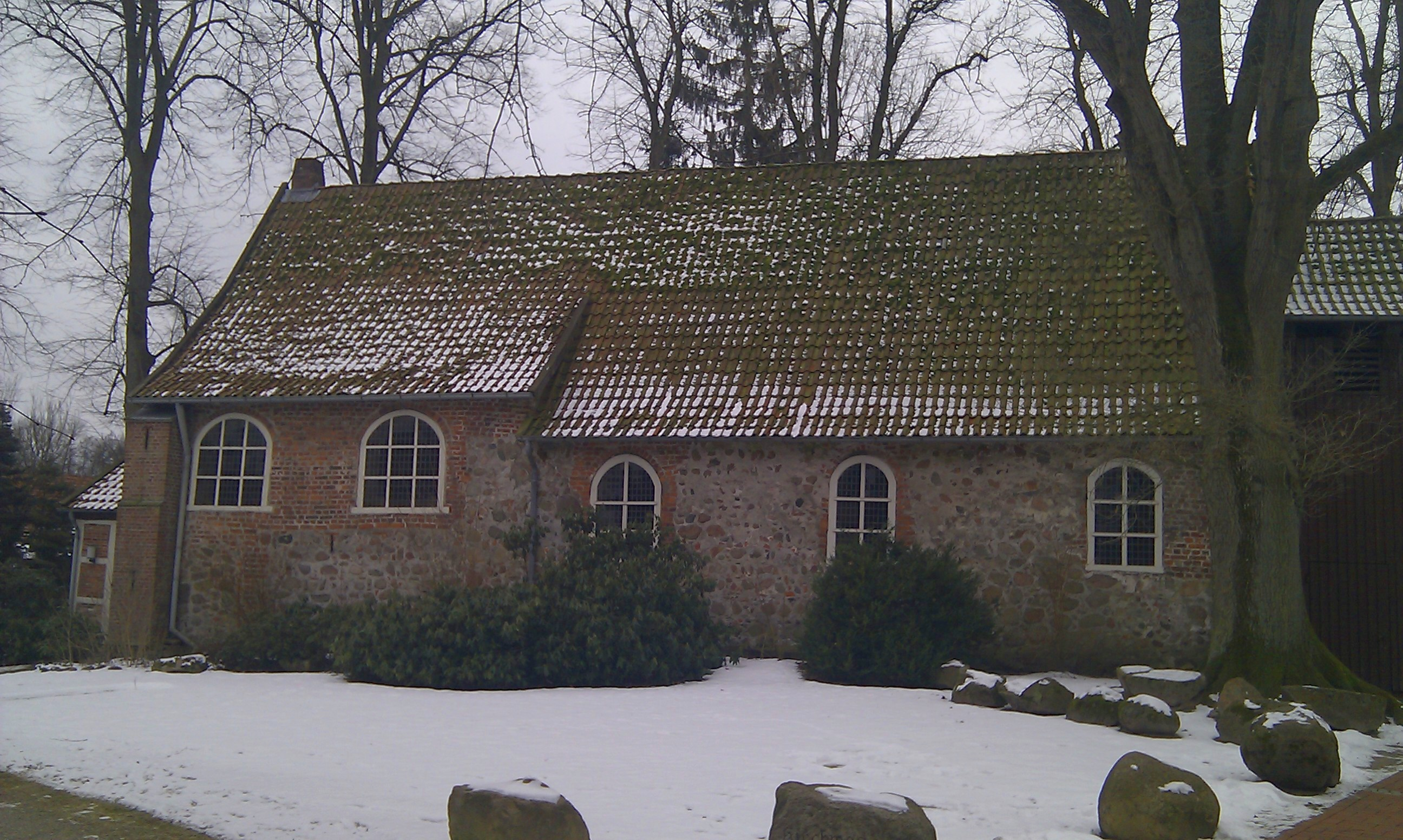
Dorfkirche Moisburg

Die evangelisch-lutherische denkmalgeschützte Kirche Moisburg steht in Moisburg, einer Gemeinde im Landkreis Harburg in Niedersachsen. Die Kirchengemeinde gehört zum Kirchenkreis Hittfeld im Sprengel Lüneburg der Evangelisch-lutherischen Landeskirche Hannover.

## Geschichte

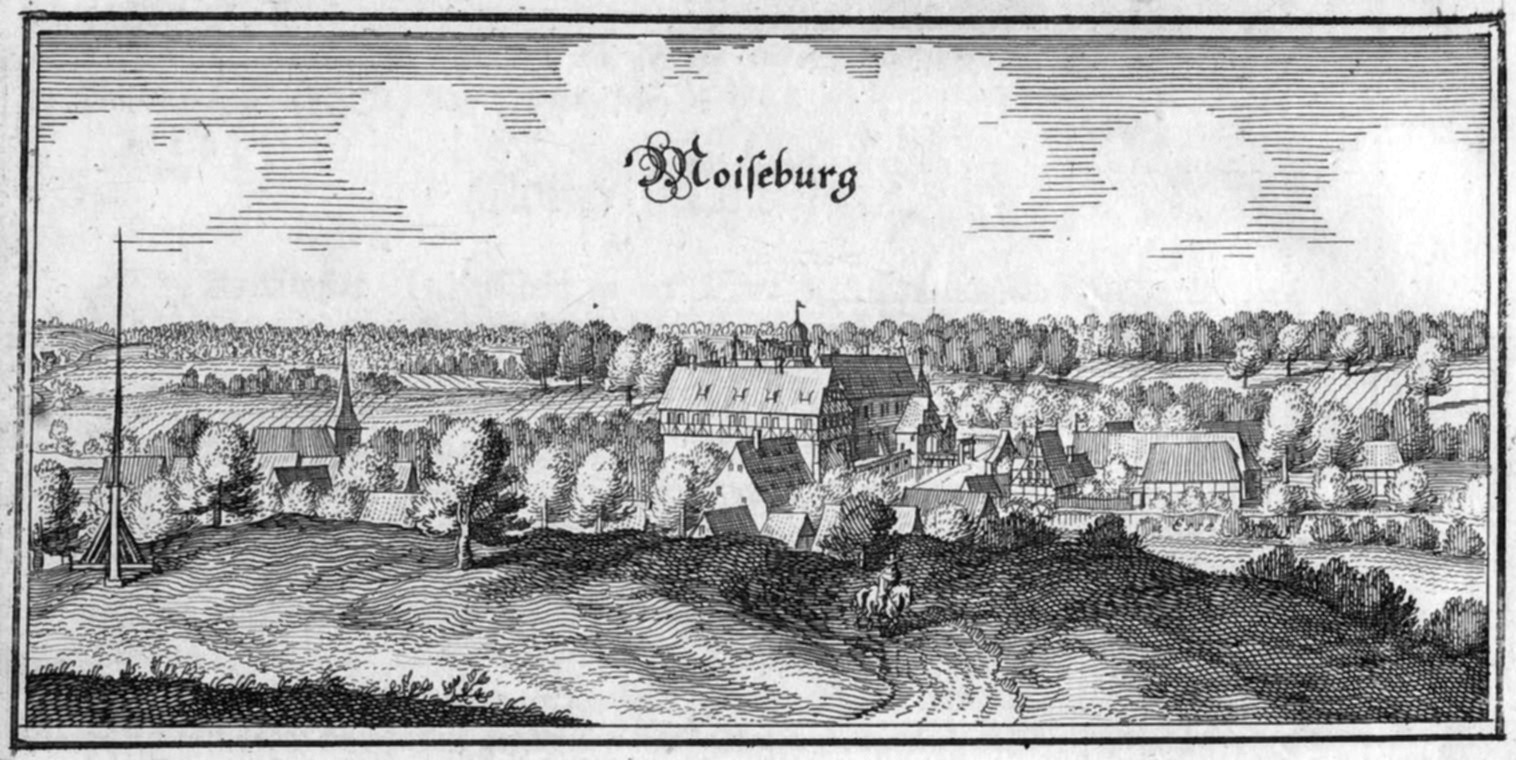
Die Kirche auf Merians Panorama (1654)

Die Kirche wird zuerst erwähnt in einer Urkunde des alten Klosters Buxtehude aus dem Jahre 1242. Aus dieser Zeit sind die dicken Mauern aus Feldsteinen erhalten. In der Zeit von 1603 bis 1616 wurde die Kirche zu einer Hofkirche des Moisburger Schlosses neu aufgemauert und erweitert.

## Beschreibung
Die rechteckige, im unteren Teil romanische Kirche wurde später mit Backsteinen ergänzt und erhöht. Um 1640 wurde der Giebel im Westen, die Ostwand und die Sakristei in Fachwerk neu erbaut. Aus dieser Zeit stammen auch die Kirchenausstattung im Stil der Spätrenaissance und die Wand- und Deckenmalerei. Vor der Westwand steht ein niedriger hölzerner Glockenstuhl. Im Kirchenschiff ist das hölzerne Gewölbe kleeblattbogig, im Chor segmentbogig. Die Emporen im Chor sind symmetrisch angeordnet und tragen Bilder an der Brüstung. Ursprünglich waren sie breiter und vergittert und führten hinter dem Altar entlang. Das zweistöckige Altarretabel ist mit Knorpelwerk verziert, darin befindet sich ein spätgotischer Schrein mit einem geschnitzten Relief, das die Anbetung der Heiligen Drei Könige zeigt. Zur weiteren Kirchenausstattung gehören ein Altarkreuz aus der ersten Hälfte des 14. Jahrhunderts, ein 1640 gestifteter Altarleuchter, ein sechseckiges gedrungenes Taufbecken und die Kanzel von 1639, an deren Korb sich die Evangelisten und an den Kanten sich Hermen befinden.